# Denilson Geraldo
Denilson Geraldo SAC (ur. 31 maja 1969 w Cornélio Procópio) – brazylijski duchowny katolicki, biskup pomocniczy Brasílii od 2023.

## Życiorys
6 lipca 1997 otrzymał święcenia kapłańskie w zgromadzeniu pallotynów. Pracował głównie w pallotyńskich parafiach, był także m.in. sędzią sądu biskupiego w São Paulo, radnym i sekretarzem prowincji, a także dyrektorem pallotyńskiego instytutu w Rzymie. W latach 2016–2022 był radnym generalnym stowarzyszenia.
25 stycznia 2023 papież Franciszek mianował go biskupem pomocniczym Brasílii nadając mu stolicę tytularną Lamsorti. Sakry udzielił mu 15 kwietnia 2023 arcybiskup Júlio Endi Akamine.